# Gnumeric
Gnumeric — вільний табличний процесор, що випускається під ліцензією GNU General Public License. Підтримується на GNU/Linux. Раніше були версії для Mac OS X (PowerPC), Microsoft Windows, ReactOS, SkyOS, BeOS й інших ОС. Gnumeric є частиною GNOME Office, набору офісних застосунків з деякою часткою інтеграції.
Gnumeric був створений Мігелем де Ікаса, але він потім перейшов до інших проєктів (зараз працює над Xamarin). Поточний мейнтенер проєкту Jody Goldberg. Під Microsoft Windows збірки випускалися до серпня 2014 (Останні: 1.10.16 і 1.12.17). 
Розробники прагнуть забезпечити підтримку повнофункціональних електронних таблиць і простий перехід для користувачів і організацій з невільних програм. Деякі фахівці стверджують, що він забезпечує більше функцій і набагато більшу точність обчислень, чим Microsoft Excel.
Програма досить швидко працює, зважаючи на маленький розмір — 20 МБ (версія 2014 року 1.12.17 для Віндовс).
Gnumeric підтримує систему підключення модулів, що дозволяє розширювати функціональність — додавати функції, використовувати інші формати введення-виводу і можливості обробки даних в реальному часі.
Формати файлів: OpenOffice Calc, Microsoft Excel; читання форматів IBM Lotus Notes, Applix, Quattro Pro, XBase, DIF, SYLK, HTML, Psion, MPS, oleo, sc.
Проєкт розвивається самодостатньо і без наміру повторити можливості існуючих табличних процесорів, забезпечуючи ряд цікавих особливостей, таких як мінімалістичний і неперевантажений інтерфейс, розширені функції для телекомунікацій і фінансів (пропонується 154 специфічні функції, яких немає в Excel), додаткові засоби аналізу статистики, власні механізми побудови графіків і діаграм.  При цьому пакет надає засоби для імпорту та експорту таблиць у форматах MS Excel і OpenOffice, і забезпечує повну сумісність з Excel на рівні доступних функцій.

## Портативна версія
Розробниками була випущена портативна версія. Цю версію можна запускати із флеш-накопичувача.